# 大村禎史
大村 禎文（おおむら よしふみ、1955年2月7日 - ）は、日本の経営者。西松屋チェーン社長を務めた。

## 来歴・人物
兵庫県姫路市出身
父澄夫の創業した機械部品の町工場「有限会社白浜鋳鉄工業所」の長男として生を受ける。。
1977年に京都大学工学部を卒業し、1979年には京都大学大学院工学研究科を修了し、同年に山陽特殊製鋼に入社した。
禎文はこれらの進学及び就職について「いずれ家業の鉄鋼業を継ぐことも視野に入れた進路」と考えており、大工場である山陽特殊製鋼で勤め続けるもよし、町工場である実家を継いでもよしという、生涯を鉄の専門家として尽くす想定であった。
大きな転機となったのは禎文が27歳の頃、西松屋創業家茂理佳弘の長女と見合い結婚し、その3年後に義父佳弘から西松屋の跡継ぎにならないかと打診を受けたこと。（見合い当初は西松屋を継ぐ予定はなく、実家の町工場への転職を考えていた）
1985年に西松屋チェーンに転じ、店長のアシスタント役からスタート。前職の製造業時代に培った業務効率化のノウハウを基に全店舗の業務内容を一律でマニュアル化するとともに、マネキンやワゴン陳列などのアパレル業界の常識を見直し大幅なコストカットを実現。1985年時点25店舗から2018年時点1000店舗まで大きく営業規模を拡大した。
2000年5月には社長に就任した。
2020年8月、社長の座を長男浩一へ譲り、会長に就任した。

## テレビ番組
- 日経スペシャル カンブリア宮殿 繁盛店は作るな！ガラガラ店舗で業界No.1 ～理系社長のハイパー合理化経営～（2011年11月17日、テレビ東京）- 出演[6]
- 関西リーダー列伝 店内ガラガラでも大儲け！！【西松屋チェーン】　ベビー用品“独り勝ち”　若社長のなるほど経営術！＜大村浩一社長＞（2022年11月27日、テレビ大阪）- 出演[7]